# Кавракирово
Вижте пояснителната страница за други значения на Орман.
Кавракѝрово е село в Югозападна България, община Петрич, област Благоевград. Селото носи името Орман до 1951 година, когато е прекръстено на името на Симеон Кавракиров.

## География
Село Кавракирово е разположено северозападно от общинския център Петрич в южните поли на Огражден планина в Петричката котловина. Климатът е преходносредиземноморски със зимен максимум и летен минимум на валежите. Средната годишна валежна сума е около 700 милиметра. Край селото тече река Струмешница, която огражда землището му от юг. Съседни села са Първомай и Михнево.

## История
Селото се споменава и в османски регистри от 1570 и 1664 – 1665 година под името Богуново и Богиево. Съгласно първия регистър в селото живеят 56 християнски и 2 мюсюлмански домакинства. Според народно предание първоначално селото се намира на 3 километра североизточно от днешното – в местността Богоево, но през XVIII век е опожарено от турци от село Гюргево и изселено. По-късно възниква на днешното си място като чифлик под името Орман.
През XIX век е неголямо чифликчийско селище, числящо се към Петричка кааза. В „Етнография на вилаетите Адрианопол, Монастир и Салоника“, издадена в Константинопол в 1878 година и отразяваща статистиката на населението от 1873 година, Орман чифлик е посочено като село с 35 домакинства, като жителите му са 132 българи.
В 1891 година Георги Стрезов пише за селото:
| „ | Орман, при десния бряг на Струмица на СЗ от Петрич 1 1/2 час; път равен. Лежи в последните склонове на Малешовската планина, на един баир. Ражда се най-много ориз. В параклиса си четат смесено. Къщи 70. | “ |

Според изследванията на Васил Кънчов към 1891 година село Орман има всичко 45 къщи, от които 30 български и 15 цигански. Пак според Кънчов към 1900 година селото е населявано от 220 жители, всички българи-християни. Цигани не са посочени.
Съгласно статистическото изследване на секретаря на Българската екзархия Димитър Мишев („La Macédoine et sa Population Chrétienne“) в 1905 година населението на селото се състои от 272 българи екзархисти.
При избухването на Балканската война през 1912 година един жител на селото е доброволец в Македоно-одринското опълчение.
По време на Междусъюзническата война през 1913 година селото е опожарено от гръцките войски.

## Население

### Етнически състав
Преброяване на населението през 2011 г.
Численост и дял на етническите групи според преброяването на населението през 2011 г.:
|                     | Численост |
| Общо                | 1536      |
| Българи             | 1.055     |
| Турци               | 3         |
| Цигани              | 303       |
| Други               | -         |
| Не се самоопределят | -         |
| Неотговорили        | 174       |

## Културни и природни забележителности
Село Кавракирово е известно със своите потомствени музиканти – зурнаджии и е един от основните центрове на зурнаджийската традиция в България.

## Личности
Свързани с Кавракирово
- Александър Вуков – български футболист
- Атанас Димитров – български футболист
- Димитър Димашев (1889 – 1928) – български революционер и войвода на ВМРО
- Кристиян Малинов – български футболист
- Николай Димитров-Джаич – български футболист и треньор
- Самир Куртов – български музикант, зурнаджия

Починали в Кавракирово
- Милан Постоларски (? – 1944) – български революционер и войвода на ВМРО